# Isín
Isín es una localidad española actualmente perteneciente al municipio de Sabiñánigo, en la provincia de Huesca. Pertenece a la comarca del Alto Gállego, en la comunidad autónoma de Aragón. Actualmente tiene una población de 5 habitantes (INE 2016).

## Historia
Abandonado desde 1966 debido al éxodo rural y a la venta de la totalidad del pueblo al Patrimonio Forestal del Estado, lo que provocó su total despoblación, por lo que se convirtió en un despoblado durante casi toda la mitad del siglo XX. Desde el año 1998 el pueblo se rehabilitó gracias a una iniciativa privada y se volvió a poblar a raíz de la actividad de ésta dedicada al turismo rural y adaptado.

## Geografía
Situado en el Pirineo Aragonés, y cercano a Sabiñánigo, municipio al que Isín pertenece, se enclava en el Valle de Acumuer o del Aurín, pequeño río que recoge sus aguas del ibón de Bucuesa, y del circo glaciar del pico homónimo.
En las cercanías al pueblo y pertenecientes al mismo valle encontramos los núcleos de:
- Acumuer, municipio histórico
- Asún, Asqués y Bolás, despoblados
- Larrés, en el final del valle y perteneciente ya a la Val Ancha[3]

## Demografía
Entre el censo de 1842 y 1857, el municipio de Isín desaparece y es integrado al municipio de Acumuer. Asimismo en el año 1965 Acumuer se incorpora al municipio de Sabiñánigo.
| 56                    | - | - | - | - | - | 70 | 61 | 51 | 41 | 52 | 51 | 43 |
| (Fuente: INE e IAEST) |   |   |   |   |   |    |    |    |    |    |    |    |

En lo que se refiere a los datos del padrón municipal desde el comienzo de su registro podemos ver una población de Isín baja o muy baja, de hecho Isín no figura en el Nomenclátor desde el año 1970 hasta el 2006 debido a su estado de núcleo despoblado.
| -                     | - | - | - | 6 | 4 | 5 | 5 |
| (Fuente: IAEST e INE) |   |   |   |   |   |   |   |